# Mayr-Melnhofové
Mayrové z Melnhofu, či Mayr-Melnhofové (německy Mayr-Melnhof) je rakouská podnikatelská rodina, která v 19. století získala značné jmění ze svého podnikání v oblastech ocelářství a hutnictví a později také v oblasti lesnictví, kde vlastní největší závody v Rakousku, především ve Štýrsku.
Rodina je dodnes většinovým vlastníkem koncernu Mayr-Melnhof Karton AG, jehož roční obrat činí přes 2 miliardy euro. Dále vlastní také dřevozpracovatelský podnik Mayr-Melnhof Holz Holding, Mayr von Melnhof'sche Holzhandlung v Salcburku a má také další aktivity.